# Cormorant
Cormorant var en prototyp till ett litet förarlöst flygplan som har smygegenskaper, som var under utveckling hos det amerikanska företaget Lockheed Martin fram till 2008, då utvecklingskontraktet avbröts. Cormorant är det engelska trivialnamnet för skarv.